# Siemen Jongsma
Siemen Jongsma (Den Haag, 20 april 1909 – Bad Kissingen, 13 april 1960) was een Nederlandse bariton/bas.
Hij was zoon van de Friezen Pier Jongsma (behanger) en Romkje de Boer. Hijzelf was getrouwd met Hilke Alexandra Johanna Bakker.
Zijn muziekopleiding kreeg hij aan het Amsterdams Conservatorium. Hij was een leerling van Henk Angenent, Aaltje Noordewier-Reddingius en Willem Ravelli. Hij zong al op jonge leeftijd bij het gezelschap van Frits Hirsch in en om Den Haag (1929-1931). In 1937 vertrok hij naar de Vlaamse Opera in Gent. Even later kwam hij al weer terug. Hij sloot zich aan bij de Nederlandse Opera (1941). Tijdens de Tweede Wereldoorlog zong hij voor het Gemeentelijke Theater Bedrijf onder dirigenten als Johannes den Hertog en Otto Glastra van Loon. Later volgden dirigenten als Jan van Epenhuysen, Josef Krips en Rafael Kubelik. Hij trad tweeëntwintig keer op met het Koninklijk Concertgebouworkest in Amsterdam, Den Haag en Rotterdam.
Hij was aangesteld als zangleraar aan Conservatoria van Maastricht (vanaf 1958) en Groningen.
Hij overleed tijdens een middels een studiebijdrage bekostigde studiereis naar München. Hij werd begraven op de Algemene Begraafplaats Tongerseweg te Maastricht.
Zijn stem is bewaard gebleven via enkele plaatopnamen, onder andere van Uit een dodenhuis (Aus einem Totenhaus) van Leos Janacek, Holland Festival 1954.